# Lovro Mihačević
Lovro Mihačević (Kreševo, 23 tháng 7 năm 1856 - 25 tháng 11 năm 1920)   là một linh mục Công giáo Croatia, tác giả, nhà ngoại cảm  và nhà thơ sử thi Croatia  từ Bosnia. Ông phục vụ với tư cách là một nhà truyền giáo ở Albania, nói tiếng Albania trôi chảy,  và xuất bản các tác phẩm liên quan đến tiếng Albania Po Albaniji (1911) và vấn đề Albanski i Srbija i Austro-Ugarska (Vấn đề tiếng Albania và Serbia và Austro-Hungary, 1913). Ông bị ảnh hưởng nặng nề đến người học trò của mình Gjergj Fishta, một nhà thơ sử thi nổi tiếng người Albania.
Mihačević đóng góp cho văn hóa Albania. Khi còn làm giáo sĩ ở Albania, tại các trường Franciscan ở Troshan và Shkodra, ông thấm nhuần tình yêu dành cho văn học và tiếng mẹ đẻ của các học trò là nhà văn nổi tiếng người Albania như "Albania Homer", Gjergj Fishta.